# شهرستان هیوستون (تگزاس)
شهرستان هیوستون، تگزاس (به انگلیسی: Houston County, Texas) یک سکونتگاه مسکونی در ایالات متحده آمریکا است که در تگزاس واقع شده‌است.

## خصوصیات
شهرستان هیوستون ۳٬۲۰۳٫۸۳ کیلومترمربع مساحت دارد.